# Пророчество (серия фильмов)
«Пророчество» — серия американских мистических триллеров с Кристофером Уокеном в главной роли. По сюжету серии, часть ангелов обиделась на бога из-за того, что Он даровал людям душу, и поклялась уничтожить людской род; другая же часть встала на защиту человечества, и началась война в раю. Первый фильм был срежиссирован Грегори Уайденом по собственному сценарию, второй и третий — соответственно Грегом Спенсом и Патриком Люссье, также по сценарию Уайдена. Первая часть трилогии вышла в широкий прокат в 1995 году, собрав 17 миллионов долларов. Вторая и третья части вышли сразу на видео в 1998 и 2000 году соответственно.

## Пророчество
Архангел Гавриил спускается на землю, чтобы найти самую тёмную людскую душу, архангел Симон — чтобы остановить его. Симон предупреждает об опасности детектива и бывшего священника Томаса Даггетта. Тем временем единомышленник Гавриила, архангел Узиэль, выслеживает Симона и нападает на него. Добрый ангел одерживает верх над Узиэлем, но получает тяжёлое ранение. В расследовании смерти Узиэля принимает участие Томас Даггет, который находит в комнате Симона некролог по ветерану Корейской войны полковнику Арнольду Хоторну, прожившему свои последние дни в небольшом городке Чаймни Рок в штате Аризона. Позже друг Томаса, коронер Джозеф, рассказывает полицейскому, что вскрытие и анализ тела Узиэля дало странный результат. Похоже, он вообще не был человеком в обычном понимании этого слова. У него были все признаки не до конца развитого человеческого эмбриона. Кроме роста, размеров и физической силы…
Не теряя времени, Симон отправляется в Чаймни Рок и забирает душу Арнольда Хоторна, ту самую душу, которую ищет Гавриил. Вскоре Симон понимает, что больше не может сражаться и в отчаянии передаёт тёмную душу девочке Мэри, с которой он успел подружиться. Тем временем Гавриил вербует неудачливого самоубийцу Джека, которого он называет «мартышкой». Вскоре Гавриил находит Симона и выясняет, что тот передал тёмную душу другому человеку. Разозлившись, архангел убивает раненого.
Мэри, терзаемая тёмной душой, заболевает и её школьная учительница Кэтрин отвозит девочку домой. Там их находит Томас Даггет, который тоже прибыл в Чаймни Рок. Неожиданно их настигают Гавриил и Джек. В завязавшейся драке Даггетт убивает «мартышку» Гавриила, а сам архангел попадает в эпицентр взрыва и на какое-то время теряет сознание. Томас, Кэтрин и Мэри немедленно отправляются в шаманскую деревню, расположенную высоко в горах, где местные знахари должны изгнать из девочки тёмную душу.
Гавриил приходит в себя и направляется в реанимационное отделение. Там он находит умирающую женщину и заставляет её душу вернуться обратно в тело. Несмотря на всё своё могущество, архангел не знает как водить машину, поэтому ему нужен помощник. Тем времен в шаманской деревне Кэтрин является Люцифер. Он рассказывает о том, что когда Гавриил получит самую тёмную душу на земле, душу полковника Хоторна, небеса будут объяты адским пламенем. Дьявол считает, что «два ада — это слишком много» и предлагает учительнице помощь.
Люцифер также говорит с Томасом и советует ему использовать неверие Гавриила в Бога против самого архангела. Вскоре Гавриил приходит в деревню и пытается сорвать ритуал изгнания тёмной души. Томас смущает его разговором о Боге, а после сбивает архангела грузовиком. Раненого Гавриила добивает Люцифер, который вырывает у архангела сердце. Шаманский ритуал с успехом завершается и Мэри освобождается от души полковника Хоторна. Дьявол уходит, забрав тело архангела с собой. Фильм завершается рассуждением Томаса о том, что значит быть человеком.

## Пророчество 2
Люцифер отпускает Гавриила на свободу, потому что ад оказывается слишком тесным для двоих. Архангел намерен помешать рождению нефилима — сына ангела и земной женщины, который должен положить конец войне в раю. Тем временем медсестра Валерия встречает незнакомца, с которым проводит ночь. Через несколько дней она узнаёт, что находится уже на третьем месяце беременности. Незнакомцем был ангел Даниил.
Первым делом Гавриил является к Томасу Даггетту, который живёт затворником в монастыре, и сжигает его заживо. Война между ангелами продолжается, на Даниила нападает архангел Самаэль, который терпит поражение в битве. Даниил спешит к своему единомышленнику Рафаилу, но того убивает Гавриил. Архангел обещает Даниилу, что найдёт земную женщину. Затем он возвращает к жизни умирающую девочку Иззи, которая становится новым помощником Гавриила.
После многочисленных преследований Даниил приводит Валерию в Эдем, который выглядит, как гигантский промышленный комплекс. Ангел говорил, что «таким его сделали люди». Туда же приходит Гавриил с его «мартышкой» Иззи. Предводитель ангельского войска Эдема, архангел Михаил, впускает Гавриила и обещает, что ни один из присутствующих не помешает ему. Архангел велит Иззи убить Валерию, а сам нападает на Даниила и вырывает у него сердце.
Валерия вынуждена убить Иззи, но вскоре у неё на пути встаёт Гавриил. Медсестра заговаривает с архангелом о Боге и прыгает вместе с ним с высокой платформы. В итоге девушка остаётся невредимой, а Гавриил падает на острый шип. Михаил наказывает побеждённого, лишая его ангельской силы. В конце фильма Валерия провожает своего сына в школу, а бездомный Гавриил с благодарностью принимает от людей милостыню.

## Пророчество 3
Гавриил в человеческом теле долгие годы наблюдает за семьёй Розалес. Однажды он становится свидетелем того, как разъярённая толпа поджигает дом Валерии. Девушка погибает в огне, но бывший архангел спасает её сына Дэниэла, который спустя несколько лет становится еретическим проповедником. На одной из встреч с паствой слепой бродяга, который якобы слышит голос Бога, выпускает в Дэниэла всю обойму своего пистолета. Но нефилим восстаёт из мёртвых, напугав при этом коронера Джозефа, который по-прежнему служит в полиции.
С небес спускается архангел Зофиил, известный как шпион, служащий и светлой, и тёмной стороне. Он преследует Дэниэла и встречается с Гавриилом. В разговоре с архангелом его бывший собрат признаётся, что за годы жизни в людском теле он проникся любовью к людям. Гавриил обещает помешать Зофиилу убить нефилима. Тем временем Джозеф из бумаг своего покойного друга Томаса Даггетта узнаёт о таинственном ангеле Пирииле, который должен решить судьбу человечества.
Дэниэл едет в пустыню навстречу Пириилу. Его преследует Зофиил, взявший в заложники девушку Дэниэла Мэгги. Вслед за троицей едет Гавриил, который научился водить машину. Бывший архангел держит руль одной рукой, беззаботно слушает радио и свободной рукой аккомпанирует исполнителю на небольшом тромбоне. Зофиил рассказывает Мэгги о Пирииле, который якобы должен положить конец ангельской войне. Архангел утверждает, что Дэниэл желает убить этого светлого ангела, поэтому его нужно остановить. Мэгги вынуждена верить Зофиилу.
В пустыне нефилим встречает героиню первого фильма, Мэри, которая говорит, что история скоро закончится. На Дэниэла нападает Зофиил, незадолго до этого ранивший Мэгги. Разъярённому Дэниэлу удаётся убить архангела. Нефилим оставляет умирающую девушку с Гавриилом и идёт к Пириилу. Тот оказывается тёмным ангелом, который жаждет уничтожить людской род. На какое-то время Дэниэлу кажется, что он проиграет в битве, но на помощь нефилиму приходит Бог, который испускает в Пириила разряды молнии. Пользуясь моментом, Дэниэл вырывает у ангела сердце, положив конец войне в раю. В конце фильма прощённый Богом Гавриил возвращает Мэгги к жизни и возносится на небеса.

## Актёры и персонажи
| Ангелы               | Ангелы                | Ангелы                         | Ангелы                              |
| Персонаж             | Фильм                 | Фильм                          | Фильм                               |
| Персонаж             | Пророчество           | Пророчество 2                  | Пророчество 3                       |
| -------------------- | --------------------- | ------------------------------ | ----------------------------------- |
| Архангел Гавриил     | Кристофер Уокен       | Кристофер Уокен                | Кристофер Уокен                     |
| Падший ангел Люцифер | Вигго Мортенсен       | Гури Уэйнберг (фигура и голос) |                                     |
| Архангел Симон       | Эрик Штольц           |                                |                                     |
| Архангел Узиэль      | Джефф Кадиенте        |                                |                                     |
| Архангел Михаил      |                       | Эрик Робертс                   |                                     |
| Ангел Даниил         |                       | Рассел Вонг                    |                                     |
| Архангел Самаэль     |                       | Гленн Данциг                   |                                     |
| Архангел Рафаил      |                       | Уильям Прэйл                   |                                     |
| Архангел Зофиил      |                       |                                | Винсент Спано                       |
| Ангел Пириил         |                       |                                | Скотт Клевердон                     |
| Люди                 |                       |                                |                                     |
| Томас Даггетт        | Элиас Котеас          | Брюс Эббот (эпизод)            |                                     |
| Джозеф               | Стив Хитнер           | Стив Хитнер                    | Стив Хитнер                         |
| Кэтрин               | Вирджиния Мэдсен      |                                |                                     |
| Мэри                 | Морайа Снайдер        |                                | Морайа Снайдер                      |
| Мадж                 | Сандра Эллис Лэфферти |                                | Сандра Эллис Лэфферти               |
| Джерри               | Адам Голдберг         |                                |                                     |
| Валерия Розалес      |                       | Дженнифер Билз                 | Неизвестная актриса (эпизод)        |
| Иззи                 |                       | Бриттани Мёрфи                 |                                     |
| Мэгги                |                       |                                | Кэйрен Батлер                       |
| Нефилим Дэниэл       |                       | Майкл Рэйми (ребёнок)          | Дэйв Буццотта / Дрю Суэйн (ребёнок) |

### Пророчество: Восстание (2005)
Фильм начинается с истории женщины по имени Эллисон, которая вошла во владение Лексиконом, таинственной книгой пророчеств, которая пишет сама. Эта книга содержит дополнительную и все еще не завершенную 23-ю главу последней книги в Библии «Откровение», также называемую «Апокалипсис».  Последняя глава описывает Конец войны ангелов. Один из ангелов, павших с сатаной, Белиал (Даг Брэдли), теперь демон и хочет эту книгу.
В поисках Эллисон и книги, чтобы избежать обнаружения, Белиал продолжает убивать людей и обретает человеческий облик. Тем временем Люцифер (Джон Лайт) ищет помощи полицейского Дани Симионеску, у которого есть темная тайна; будучи ребенком, он сообщил о своих родителях в тайную полицию, а затем их доставили в штаб-квартиру полиции для пыток перед ним и его младшей сестрой. После этого его младшая сестра получает травму, а затем сдается на усыновление. Ей дали имя Эллисон. Сатана приводит полицейского в тот же дом, который стал свидетелем бесчеловечных пыток, сделав его своим владением. Эллисон под руководством голоса в ее голове достигает того же места, затем следует Белиал. Это единственное место, где Белиал не может навредить Эллисон. Это место зла, которое делает его территорией сатаны, и он предлагает Эллисон и ее брат защиту. Здесь полицейский признает свои грехи и ищет прощения, но его упрекает его сестра. Именно здесь раскрываются реальные мотивы. Белиал, который был верен сатане, теперь хочет получить некоторое преимущество от войны ангелов. Он расстроен инертностью сатаны и теперь хочет агрессивного ада. Сатана, который изначально противостоял Богу за его любовь к людям, помогает людям бороться с Белиалом. Он не хочет другого Ада, полагая, что для мира достаточно только одного Ада. Он помогает копу и Эллисон убить Белиала, а затем поглощает душу Белиала. Фильм заканчивается на рассвете, когда сатана говорит Эллисон, что на данный момент война ангелов окончена, но не надолго. Показывая ей проблески ее будущего, он советует ей беречь книгу.

### Пророчество: Отрекшиеся (2005)
После событий предыдущего фильма Эллисон все еще защищает Лексикон, древнюю книгу, которая будет предсказывать имя грядущего Антихриста, от ренегатов-ангелов, называемых престолы, которых возглавляет зловещий персонаж по имени Старк. Эллисон помогает Дилан, убийца, который был фактически нанят, чтобы убить Эллисон, но после того, как Богоявление решает помочь ей вместо этого. Эллисон также обращается за помощью к Люциферу (Джон Лайт), который объясняет, что Лексикон назовет антихриста через несколько часов.
Позже ангелы захватывают Эллисон и приводят ее к Старку; он говорит ей, что он против всей грязной идеи Армагеддона, и если они смогут найти имя антихриста, они убьют ребенка до того, как апокалипсис произойдет - в результате спасая человечество. Эллисон отрицает предложение Старка, потому что ни мужчина, ни ангел не должны идти против воли Бога, и утверждает, что именно поэтому она еще жива. В ярости Старк угрожает убить Эллисон, если он должен; однако он решает позволить ей уйти. Когда Эллисон уходит, Люцифер появляется в парке, чтобы сообщить ей о мотивах того, почему Старк и другие серафимы хотят предотвратить Армагеддон. Если произойдет Армагеддон, миллионы людей умрут, в результате чего Небеса и Ад будут наводнены человеческими душами. Завидуя вниманию Бога, Старк и другие хотят предотвратить Армагеддон, чтобы Небеса не были перенаселены человеческими душами, а также доказать Богу, что они - серафимы - являются его победителями. Люцифер, с другой стороны, увлечен идеей Армагеддона, потому что каждая испорченная душа, отвергнутая Богом, появится у его порога на миллиарды и присоединится к его армии.
Затем Эллисон бежит к заброшенному дому, в котором находится Лексикон, и поднимается по лестнице на вершину здания, пока Старк преследует их по горячим следам. Тем временем Лексикон производит имя антихриста - Микаэля Пауна, и на его лице должно быть четыре четких знака. Старк загоняет ее в угол и утверждает, что ребенок там, в Бухаресте. Когда Старк пытается рассуждать с Эллисон, он спрашивает ее, удивляется ли она, почему она была выбрана и как ей удалось удержать Лексикон от существ, более могущественных, чем она сама. Он утверждает, что она «нефалим» - полукровка между ангелом по имени «Симон» (персонаж из первого фильма) и человеком.

## Отзывы
Несмотря на скромную кассу, «Пророчество» было тепло встречно критиками. Рецензент Pittsburgh Post-Gazette отметил ленту как «леденящий душу хоррор», обозреватель Chicago Tribune — как качественное «развлекательное кино». Критик журнала Cinefantastique высоко оценил актёрскую игру Кристофера Уокена.
Все три фильма были номинированы на премию «Сатурн», «Пророчество» в категории «Лучший фильм ужасов», «Пророчество 2» и «Пророчество 3» — в категории «Лучшее видео-издание». Кристофер Уокен был номинирован в категории «Лучший киноактёр второго плана» за роль в первой картине серии.

## Комментарии
1. ↑  Гавриил (Габриэль) в христианстве — один из четырёх приближённых к Богу архангелов[2], в иудаизме — ангел смерти, забирающий души праведников[3].
2. ↑  Люцифер в христианстве — ангел, возжелавший власти, равной Богу, за что он был низвергнут с небес в преисподнюю[4].
3. ↑  Архангел с таким именем не упоминается в библейских текстах.
4. ↑  Архангел с таким именем не упоминается в библейских текстах.
5. ↑  Михаил (Михаэль) в христианстве — один из четырёх приближённых к Богу архангелов[2], покровитель умерших[5] и глава святого воинства ангелов[6].
6. ↑  Даниил (Даниэль) упоминается как падший ангел и ангел-наблюдатель, не являющийся ни положительной, ни отрицательной фигурой[7].
7. ↑  Самаэль в христианстве — ангел смерти[3], в иудаизме — ангел-хранитель Эдема, ответственный за грехопадение человека[8].
8. ↑  Рафаил (Рафаэль) в христианстве — один из четырёх приближённых к Богу архангелов[2], целитель людей и ангел человеческих душ, а также наблюдатель над падшими ангелами[7].
9. ↑  Зофиил (передаётся как Иофиил) — один из руководителей хора херувимов, также считается ангелом, изгнавшим людей из Райского сада[9].
10. ↑  Пириил кратко упоминается как безжалостный ангел, судящий души людей после смерти[10].